# Пол Лукас
Пол Лукас (англ. Paul Lucas; 26 травня 1895, Будапешт — 15 серпня 1971, Танжер) — угорський та американський актор кіно.

## Фільмографія
| Рік  |   | Українська назва      | Оригінальна назва            | Роль                   |
| ---- | - | --------------------- | ---------------------------- | ---------------------- |
| 1930 | ф | Диявольське свято     | The Devil's Holiday          | доктор Рейнольдс       |
| 1930 | ф | Право любити          | The Right to Love            | Ерік                   |
| 1933 | ф | Маленькі жінки        | Little Women                 | Профессор Фрідріх Баєр |
| 1934 | ф | Гламур                | Glamour                      | Віктор Банкі           |
| 1934 | ф | Отець Браун, детектив | Father Brown, Detective      | Фламбей                |
| 1938 | ф | Леді зникає           | The Lady Vanishes            | доктор Гартц           |
| 1940 | ф | Дивний вантаж         | Strange Cargo                | Гесслер                |
| 1950 | ф | Кім                   | Kim                          | Лама                   |
| 1954 | ф | 20 000 льє під водою  | 20,000 Leagues Under the Sea | П'єр Аронакс           |